# Борг, Мэгги
Мэгги Борг (англ. Maggie Borg; 1952—2004) — мальтийская гражданская и эко-активистка.

## Биография
Мэгги Борг родилась в мальтийском городе Коспикуа 14 января 1952 года. Она была старшим ребёнком в семье с 10 детьми. После обучения в школе Коспикуа работала туристическим гидом, продавцом в магазине, а также дизайнером и производителем шерстяных свитеров, после чего присоединилась к Гринпис. Борг вышла замуж в молодом возрасте, однако брак вскоре распался. Некоторое время жила в Нашшаре и Мосте, прежде чем окончательно обосновалась в Зеббудже.
Она продолжила своё образование в Мальтийском университете, где в 1993 году получила степень магистра в области социологии и экологических исследований. Она разработала курс экологических исследований для программы средней школы и начала преподавать в старших классах школы Сан-Антон. Её подход к преподаванию был по достоинству оценён как учениками, так и их родителями.

## Эко-активизм
Мэгги Борг была видным мальтийским защитником окружающей среды. Она работала в организациях Друзьях Земли и «Гринпис». Её основными целями были продвижение переработки отходов и использования «чистой» энергии на Мальте и в странах Средиземноморья, а также охрана природы в сельской местности.

## Смерть
Мэгги Борг скончалась от рака молочной железы 3 августа 2004 года в возрасте 52 лет, после почти десяти лет борьбы с этим заболеванием. Она оставалась активисткой до конца своей жизни, поддерживая различные благотворительные организации, среди которых Мальтийский фонд борьбы с раком.